# (7305) Ossakajusto
(7305) Ossakajusto est un astéroïde de la ceinture principale.

## Description
(7305) Ossakajusto est un astéroïde de la ceinture principale. Il fut découvert le 8 février 1994 à Kitami par Kin Endate et Kazuro Watanabe. Il présente une orbite caractérisée par un demi-grand axe de 2,74 UA, une excentricité de 0,23 et une inclinaison de 14,5° par rapport à l'écliptique.

## Compléments